# Jeroen Ketting
Jeroen Ketting (Haarlem, 10 november 1980) is een Nederlands voormalig profvoetballer die als aanvaller speelde. Hij is vooral bekend uit zijn tijd bij Lommel United en HFC Haarlem.

## Statistieken
| Seizoen                         | Club               | Land      | Competitie     | Wed. | Dlp. |
| ------------------------------- | ------------------ | --------- | -------------- | ---- | ---- |
| 2001/02                         | AZ                 | Nederland | Eredivisie     | 1    | 1    |
| 2002/03                         | HFC Haarlem        | Nederland | Eerste divisie | 30   | 13   |
| 2003/04                         | HFC Haarlem        | Nederland | Eerste divisie | 30   | 11   |
| 2004/05                         | FC Volendam        | Nederland | Eerste divisie | 29   | 6    |
| 2005/06                         | FC Volendam        | Nederland | Eerste divisie | 22   | 8    |
| 2006/07                         | Cambuur Leeuwarden | Nederland | Eerste divisie | 33   | 13   |
| 2007/08                         | Cambuur Leeuwarden | Nederland | Eerste divisie | 19   | 1    |
| 2007/08                         | HFC Haarlem        | Nederland | Eerste divisie | 10   | 1    |
| 2008/09                         | Lommel United      | België    | Exqi League    | 34   | 20   |
| 2009/10                         | Lommel United      | België    | Exqi League    | 39   | 17   |
| 2010/11                         | Lommel United      | België    | Exqi League    | 41   | 23   |
| 2011/12                         | FC Zwolle          | Nederland | Eerste divisie | 2    | 1    |
| Totaal                          | Totaal             | Totaal    | Totaal         | 290  | 115  |
| Bijgewerkt tot 2 september 2012 |                    |           |                |      |      |

## Erelijst
| Nationaal               |    |         |
| Kampioen Eerste Divisie | 1x | 2011/12 |